# 路易丝·克伦威尔·布鲁克斯
路易丝·克伦威尔·布鲁克斯（英語：Louise Cromwell Brooks），本名亨丽埃塔·路易丝·克伦威尔（英語：Henrietta Louise Cromwell，1890年9月24日—1965年5月30日），美国社交名流，美军将领道格拉斯·麦克阿瑟首任妻子，被誉为“华盛顿最漂亮最具吸引力的年轻女性”。

## 生平
1890年9月24日，亨丽埃塔·路易丝·克伦威尔在纽约州拉伊市出生，母亲是伊娃·罗伯茨·克伦威尔（Eva Roberts Cromwell），父亲叫奥利弗·伊顿·克伦威尔（Oliver Eaton Cromwell），两位弟弟小奥利弗·伊顿·克伦威尔和詹姆斯·H·R·克伦威尔分别是美国登山家及外交官，后者也是烟草大亨女继承人多丽丝·杜克的首位丈夫。父亲去世后，母亲于1912年改嫁给投资银行家爱德华·T·斯托茨伯里。
1910年，路易斯在华盛顿哥伦比亚特区初次登场。1911年，与巴尔的摩商业家小华特·布鲁克斯在华盛顿圣托马斯主教教堂完婚，婚礼被誉为“当下首都最热闹的社交活动”。两人婚后有一个儿子、两个女儿，1919年离婚。
1922年，路易斯嫁给当时还是准将的道格拉斯·麦克阿瑟。麦克阿瑟传记作者威廉·曼彻斯特指时任美国陆军参谋长约翰·潘兴爱上布鲁克斯，故意将当时负责西点军校的麦克阿瑟调到菲律宾。布鲁克斯也说潘兴想和她结婚，表示如果成婚就会把麦克马瑟派去菲律宾，但潘兴表示这个指控“完全是胡编乱造”。布鲁克斯和麦克阿瑟最终于1929年离婚。
布鲁克斯之后与演员莱昂内尔·阿特维尔结婚，1943年离婚。1944年，她嫁给美國陸軍航空軍中校、美国空军军乐团团长阿尔夫·海伯格，这段婚姻最终也以离婚收场。
布鲁克斯最终因心脏病在华盛顿去世，享年74岁，安葬在芝加哥橡树林公墓的罗伯茨家族墓地。

## 延伸阅读
- "Gen. MacArthur Weds Mrs. Brooks", The New York Times, February 15, 1922
- "Wife Divorces General MacArthur", The New York Times, June 18, 1929
- "Louise Cromwell Brooks Dies; First Wife of Gen. MacArthur", The New York Times, June 1, 1965
- Manchester, William. . New York: Back Bay Books. 2008: 127–141 [First published 1978].